# Willem Alberts
Willem Alberts (wym. [ˈvələm ˈalbɛrts], ur. 11 maja 1984 r. w Pretorii) – południowoafrykański rugbysta występujący na pozycji rwacza, z reprezentacją narodową uczestnik Pucharu Świata.

## Kariera klubowa
Alberts uczęszczał do szkół w Krugersdorp w prowincji Gauteng. Karierę sportową rozpoczynał w mającym swoją siedzibę w Johannesburgu zespole Golden Lions. Z drużynami do lat 20 i 21 brał udział w rozgrywkach o młodzieżowe mistrzostwo kraju. W 2006 roku był członkiem zespołu Uniwersytetu w Johannesburgu, który brał udział w ogólnokrajowym turnieju National Club Championships. W szerokim składzie Golden Lions po raz pierwszy znalazł się w 2005 roku, przy okazji Vodacom Cup, krajowych rozgrywek drugiego szczebla.
Mimo tego faktu, na debiut w profesjonalnym spotkaniu Alberts musiał poczekać do lutego 2007 roku, kiedy to w ramach rozgrywek Super 14 drużyna Lions (wspólny zespół Golden Lions, Falcons, Leopards i Pumas) mierzyła się z australijskimi Waratahs. W tym samym roku zadebiutował dla Golden Lions w krajowych mistrzostwach – Currie Cup. W debiutanckim sezonie Golden Lions dotarli do finału rozgrywek, jednak sam Alberts nie brał udziału w ostatniej fazie sezonu.
W 2009 roku uczestniczył w spotkaniu sparingowym, w którym Golden Lions mierzyli się z wizytującym Południową Afrykę zespołem British and Irish Lions.
Przed sezonem 2010 Alberts zmienił barwy klubowe – przeniósł się do Durbanu i tamtejszych Natal Sharks (Currie Cup) oraz Sharks (Super 14). W rozgrywkach krajowych przez cztery kolejne lata Natal Sharks docierali do wielkiego finału, dwukrotnie (w 2010 i 2013 roku) kończąc sezon tryumfem. W australijsko-nowozelandzko-południowoafrykańskiej lidze Super Rugby Sharks najlepszy wynik osiągnęli w 2012 roku, kiedy to w finale 37:6 ulegli Chiefs z Waikato.

## Kariera reprezentacyjna
Po imponujących występach w barwach Lions i Sharks, Alberts otrzymał szansę debiutu w barwach Springboks w listopadzie 2010 roku w meczu z Walią na Millennium Stadium w Cardiff. W swoich trzech pierwszych meczach w zielonej koszulce zdobył trzy przyłożenia. Wysoka dyspozycja pozwoliła mu na stałe zadomowić się w kadrze narodowej. Alberts znalazł się również w składzie drużyny, która we wrześniu i październiku 2011 roku rywalizowała w Nowej Zelandii w turnieju o puchar świata. W trakcie mistrzostw wystąpił w pięciu spotkaniach, jednak reprezentacja RPA niespodziewanie odpadła już w ćwierćfinale.
W kolejnych dwóch sezonach uczestniczył w zdecydowanej większości spotkań Springboks, w tym we wszystkich meczach w ramach The Rugby Championship (2012 i 2013).